# Kerien
Kerien [kɛʁjɛ̃] est une commune du département des Côtes-d'Armor, dans la région Bretagne, en France.
Le nom de la commune en breton est Kerien-Boulvriag.

## Géographie
|                  | Bourbriac |        |
| Maël-Pestivien   | Kerien    | Magoar |
| Peumerit-Quintin | Lanrivain |        |

### Situation
Kerien est située à 8 km au sud de Bourbriac (chef-lieu du canton). Les communes les plus proches sont Kerpert, Lanrivain, Maël-Pestivien, Magoar.
La paroisse fait partie du territoire breton traditionnel du pays Fañch.

### Géologie et relief
De Duault à Corlay en passant par Kerien et Saint-Nicolas-du-Pélem, sur plus de 30 km, un massif granitique correspondant à la partie ouest du batholite de Quintin, domine, atteignant 290 mètres, les collines schisteuses de la partie orientale du bassin de Châteaulin situées à son sud.
Entre Bourbriac et Kerien, se trouve le col de Roc'h C'hlas Vihan situé à 300 mètres d'altitude sur la route de Bourbriac par la D 8 ; l'ascension du col fait environ 4,5 km de long pour une dénivellation moyenne d'environ 2,5 %.

### Hydrographie
Pour un article plus général, voir Réseau hydrographique des Côtes-d'Armor.
La commune est située dans le bassin Loire-Bretagne. Elle est drainée par le Blavet, le Moulin de l'Estolet et le ruisseau de Saint-jean,,.
Le Blavet, d'une longueur de 149 km, prend sa source dans la commune de Bourbriac et se jette  dans le canal de Nantes à Brest en limite de Plélauff et de Gouarec, après avoir traversé 31 communes.  Les caractéristiques hydrologiques du Blavet sont données par la station hydrologique située sur la commune. Le débit moyen mensuel est de 0,369 m3/s. Le débit moyen journalier maximum est de 5,18 m3/s, atteint lors de la crue du 26 janvier 1995. Le débit instantané maximal est quant à lui de 6,05 m3/s, atteint le même jour.
Un plan d'eau complète le réseau hydrographique : l'étang du Blavet, d'une superficie totale de 17 ha (6,6 ha sur la commune),.

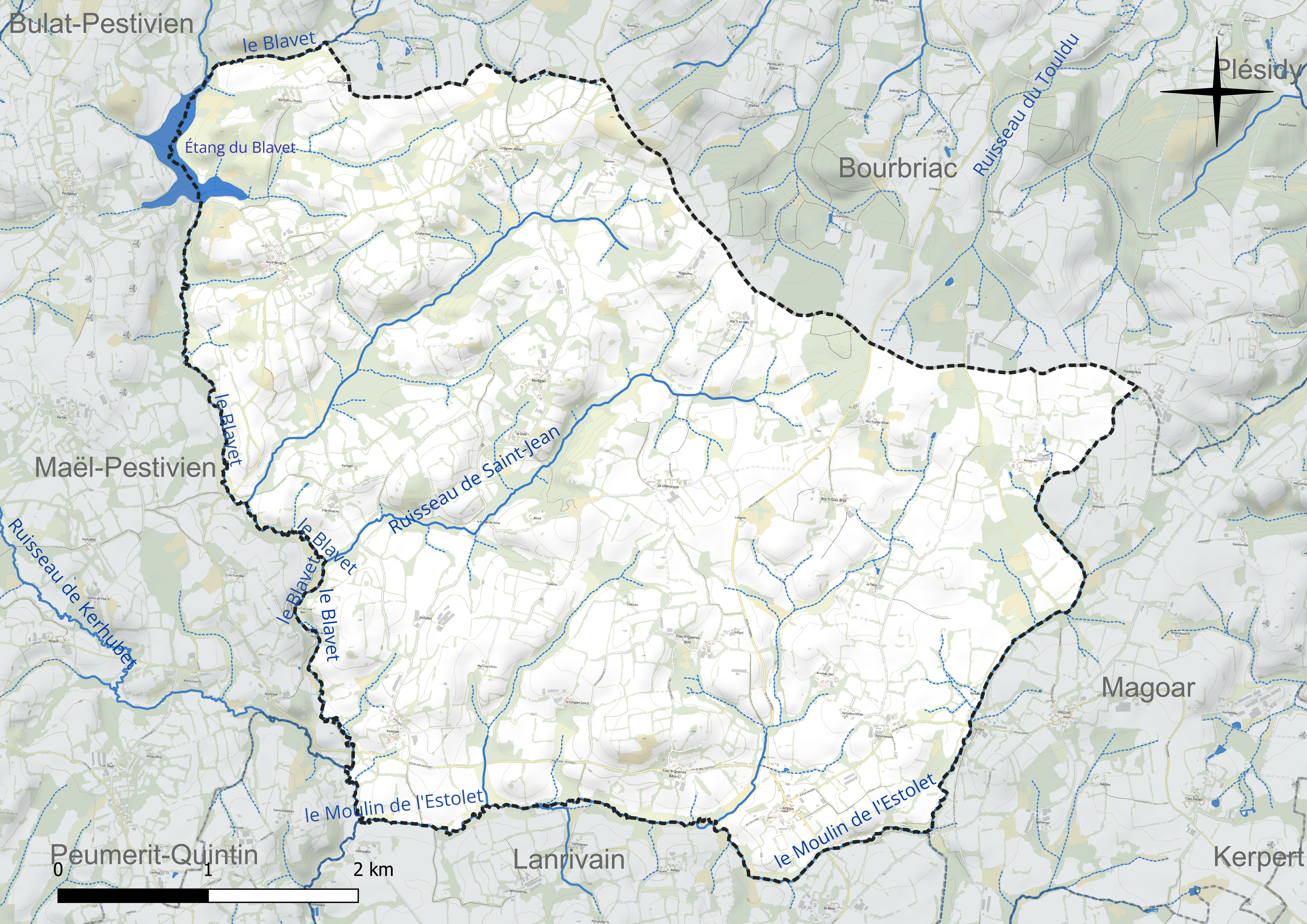
Réseau hydrographique de Kerien.

### Climat
Pour des articles plus généraux, voir Climat de la Bretagne et Climat des Côtes-d'Armor.
En 2010, le climat de la commune est de type climat océanique franc, selon une étude du CNRS s'appuyant sur une série de données couvrant la période 1971-2000. En 2020, Météo-France publie une typologie des climats de la France métropolitaine dans laquelle la commune est exposée à un climat océanique et est dans la région climatique  Finistère nord, caractérisée par une pluviométrie élevée, des températures douces en hiver (6 °C), fraîches en été et des vents forts. Parallèlement l'observatoire de l'environnement en Bretagne publie en 2020 un zonage climatique de la région Bretagne, s'appuyant sur des données de Météo-France de 2009. La commune est, selon ce zonage, dans la zone « Monts d'Arrée », avec des hivers froids, peu de chaleurs et de fortes pluies.  
Pour la période 1971-2000, la température annuelle moyenne est de 10,9 °C, avec  une amplitude thermique annuelle de 11,9 °C. Le cumul annuel moyen de précipitations est de 1 092 mm, avec 16,6 jours de précipitations en janvier et 8,7 jours en juillet. Pour la période 1991-2020, la température moyenne annuelle observée sur la station météorologique la plus proche, située sur la commune de Kerpert à 6 km à vol d'oiseau, est de 10,8 °C et le cumul annuel moyen de précipitations est de 1 088,9 mm,. Pour l'avenir, les paramètres climatiques de la commune estimés pour 2050 selon différents scénarios d’émission de gaz à effet de serre sont consultables sur un site dédié publié par Météo-France en novembre 2022.

## Urbanisme

### Typologie
Au 1er janvier 2024, Kerien est catégorisée commune rurale à habitat très dispersé, selon la nouvelle grille communale de densité à 7 niveaux définie par l'Insee en 2022.
Elle est située hors unité urbaine et hors attraction des villes,.

### Occupation des sols
L'occupation des sols de la commune, telle qu'elle ressort de la base de données européenne d’occupation biophysique des sols Corine Land Cover (CLC), est marquée par l'importance des territoires agricoles (97,2 % en 2018), en augmentation par rapport à 1990 (89 %). La répartition détaillée en 2018 est la suivante : 
zones agricoles hétérogènes (61,3 %), terres arables (27,5 %), prairies (8,3 %), forêts (2,8 %). L'évolution de l’occupation des sols de la commune et de ses infrastructures peut être observée sur les différentes représentations cartographiques du territoire : la carte de Cassini (XVIIIe siècle), la carte d'état-major (1820-1866) et les cartes ou photos aériennes de l'IGN pour la période actuelle (1950 à aujourd'hui).

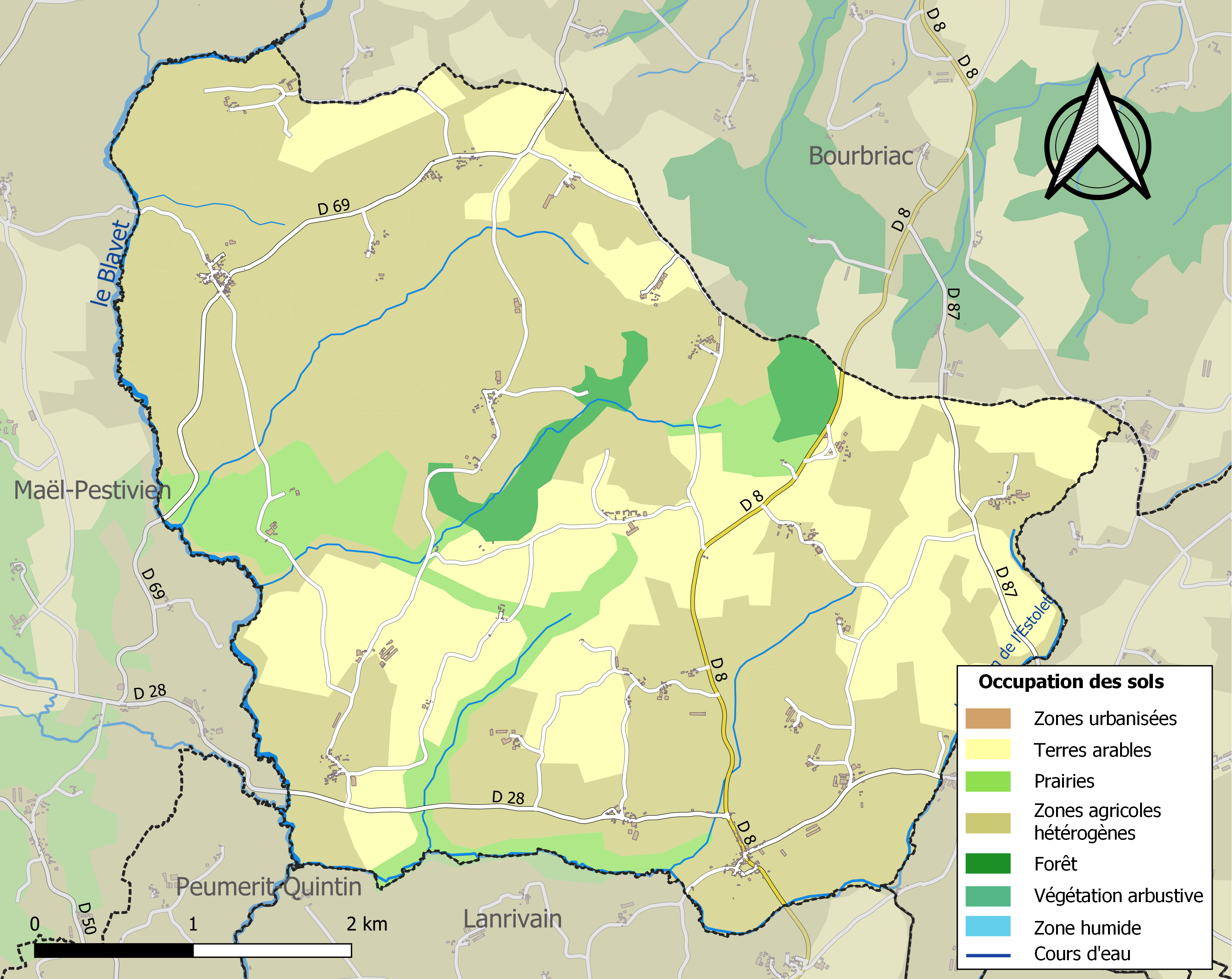
Carte des infrastructures et de l'occupation des sols de la commune en 2018 (CLC).

## Histoire

### Préhistoire
L'occupation humaine est attestée dès le Néolithique comme en témoignent les très nombreux menhirs qui ont été érigés sur le territoire de la commune : alignement de Kersaliou, menhir et dolmen de Creac'h-an-Archant, menhir de Cosquer Jehan, menhir de Crech Quenez Bras, menhirs de Kerligan, menhir de Kerohou Vraz, menhir de Magourou.

### Toponymie
Le nom de la localité est attesté sous les formes Karian vers 1330, parrochia de Querien en Quintin en 1407, trefve Querien en 1535 et en 1536, Querrien en 1543.
Kérien signifie littéralement « ville froide » ; mais on croit que ce mot est une corruption de Ker Jan, qui veut dire ville, « lieu de Jean »,.
La paroisse de Kérien, ou mieux Ker-Jan devrait son nom à la petite chapelle Saint-Jean, beaucoup plus ancienne que le bourg, si on s'en rapporte à la tradition.

### LeXIXesiècle
Les foires de Kerien ont été créées en 1878.

### LeXXesiècle

#### La Première Guerre mondiale
Le monument aux morts de Kerien porte les noms de 47 soldats morts pour la France pendant la Première Guerre mondiale.

#### La Seconde Guerre mondiale
La mission interalliée Aloès est parachutée à Kerien le 4 aout 1944 pour prendre le commandement des opérations FFI en Bretagne ; elle était composée d'une vingtaine d'officiers dont le colonel Éon alias Signe, le colonel Dewavrin alias Passy, le colonel Dupérier alias Resultante, le lieutenant Mansion ainsi que du colonel Stevens, de Diener, du radio Henri Durand, de Jed Daniel, du SAS, de Cary-Elwes, du caporal Erik Mills, du radio Delplanque, de Georges Lalisse et de Maurice Schumann (mais ce dernier n'a pas sauté, car il a eu peur). Le but de l'opération était de coordonner les actions de résistance en Bretagne ; le P.C. fut installé dans la ferme des Le Mouel,. L'État-Major FFI des Côtes-du-Nord de Marceau (Yves Le Hégarat) secondé par Louis Le Meur (alias commandant Rolland  ) est déjà sur place, ayant libéré la zone avant l'arrivée des GI's. Le 6 aout, le commandant Rolland aidé par une vingtaine d'hommes, sous les ordres du colonel Passy, mirent en déroute 200 allemands. Quatre resistants sont morts au cours du combat: Yves Le Roux, Alexandre Le Moal, Gustave Gorregues, Jean-Marie Lavenan (plaque),
Le monument aux morts de Kerien porte les noms de 10 personnes mortes pour la France pendant la Seconde Guerre mondiale.

#### L'après Seconde Guerre mondiale
Un soldat (Robert Boutier) originaire de Kerien est mort pour la France pendant la Guerre d'Algérie.

## Politique et administration
| Période                                  | Période                   | Identité                                      | Étiquette | Qualité                                   |
| ---------------------------------------- | ------------------------- | --------------------------------------------- | --------- | ----------------------------------------- |
| Les données manquantes sont à compléter. |                           |                                               |           |                                           |
| ?                                        | ?                         | César Le Coënt                                |           | Agriculteur                               |
| avant 1922                               | mai 1925                  | Jules Gicquel                                 | RG        | Conseiller d'arrondissement (1910 → 1928) |
| Les données manquantes sont à compléter. |                           |                                               |           |                                           |
| mai 1935                                 | mars 1965                 | Isidore Pérennes (1908-2001)                  |           | Agriculteur à Kerlouet                    |
| mars 1965                                | mars 1977                 | Auguste Georgelin                             |           |                                           |
| mars 1977                                | mars 2001                 | Robert Georgelin (1929-2018)                  | DVG       | Retraité, maire honoraire (2002)          |
| mars 2001                                | 21 mars 2008              | Robert Savéan (1938-2022)                     | DVG       | Agriculteur retraité                      |
| 21 mars 2008                             | En cours (au 25 mai 2020) | Claude Salomon Réélu pour le mandat 2020-2026 | SE        | Agriculteur retraité                      |

## Démographie
L'évolution du nombre d'habitants est connue à travers les recensements de la population effectués dans la commune depuis 1793. Pour les communes de moins de 10 000 habitants, une enquête de recensement portant sur toute la population est réalisée tous les cinq ans, les populations de référence des années intermédiaires étant quant à elles estimées par interpolation ou extrapolation. Pour la commune, le premier recensement exhaustif entrant dans le cadre du nouveau dispositif a été réalisé en 2007.

En 2022, la commune comptait 247 habitants, en évolution de −5,73 % par rapport à 2016 (Côtes-d'Armor : +1,78 %, France hors Mayotte : +2,11 %).
| 1793 | 1800 | 1806 | 1821 | 1831 | 1836 | 1841 | 1846 | 1851 |
| ---- | ---- | ---- | ---- | ---- | ---- | ---- | ---- | ---- |
| 751  | 564  | 803  | 746  | 837  | 972  | 868  | 903  | 965  |

| 1856 | 1861 | 1866 | 1872 | 1876 | 1881 | 1886 | 1891 | 1896 |
| ---- | ---- | ---- | ---- | ---- | ---- | ---- | ---- | ---- |
| 996  | 918  | 962  | 940  | 965  | 948  | 956  | 978  | 953  |

| 1901 | 1906  | 1911  | 1921  | 1926 | 1931 | 1936 | 1946 | 1954 |
| ---- | ----- | ----- | ----- | ---- | ---- | ---- | ---- | ---- |
| 943  | 1 018 | 1 021 | 1 023 | 930  | 911  | 832  | 690  | 630  |

| 1962 | 1968 | 1975 | 1982 | 1990 | 1999 | 2006 | 2007 | 2012 |
| ---- | ---- | ---- | ---- | ---- | ---- | ---- | ---- | ---- |
| 566  | 499  | 453  | 342  | 287  | 218  | 262  | 268  | 274  |

| 2017 | 2022 | - | - | - | - | - | - | - |
| ---- | ---- | - | - | - | - | - | - | - |
| 254  | 247  | - | - | - | - | - | - | - |

Kerien a perdu 78 % de sa population entre 1851 et 1999, passant de 965 à 218 habitants entre ces deux dates.

## Lieux et monuments
- Église Saint-Pierre (porche, roue à carillons). Voir aussi : Pietà de Kerien
- Chapelle et fontaine Saint-Jean du Pénity.
- Menhirs de Cosquer Jehan et de "Saint Norgant".
- Motte féodale de "Cosquer Jehan".
- Calvaire de Kerligan du XVIe siècle (belle croix avec des sculptures, Christ en croix, Vierge de Pitié sur un piédestal de pierre grise).
- Étang du Blavet (Natura 2000).
- Nombreux blocs erratiques ("chaos granitiques").

## Personnalités liées à la commune
- François Le Mouël, né à Kérien, le 26 janvier 1927.

## Photos

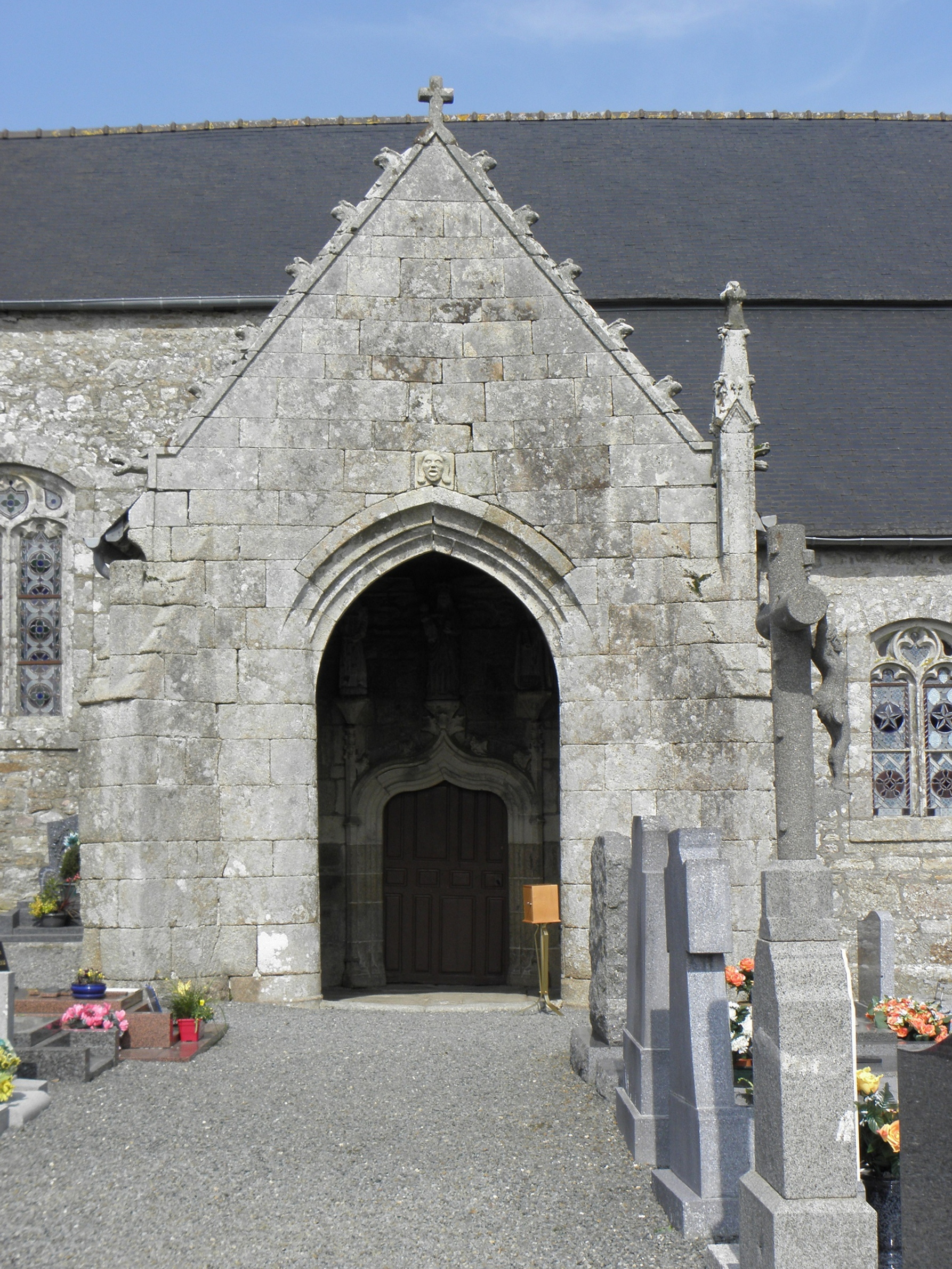
Église Saint-Pierre.
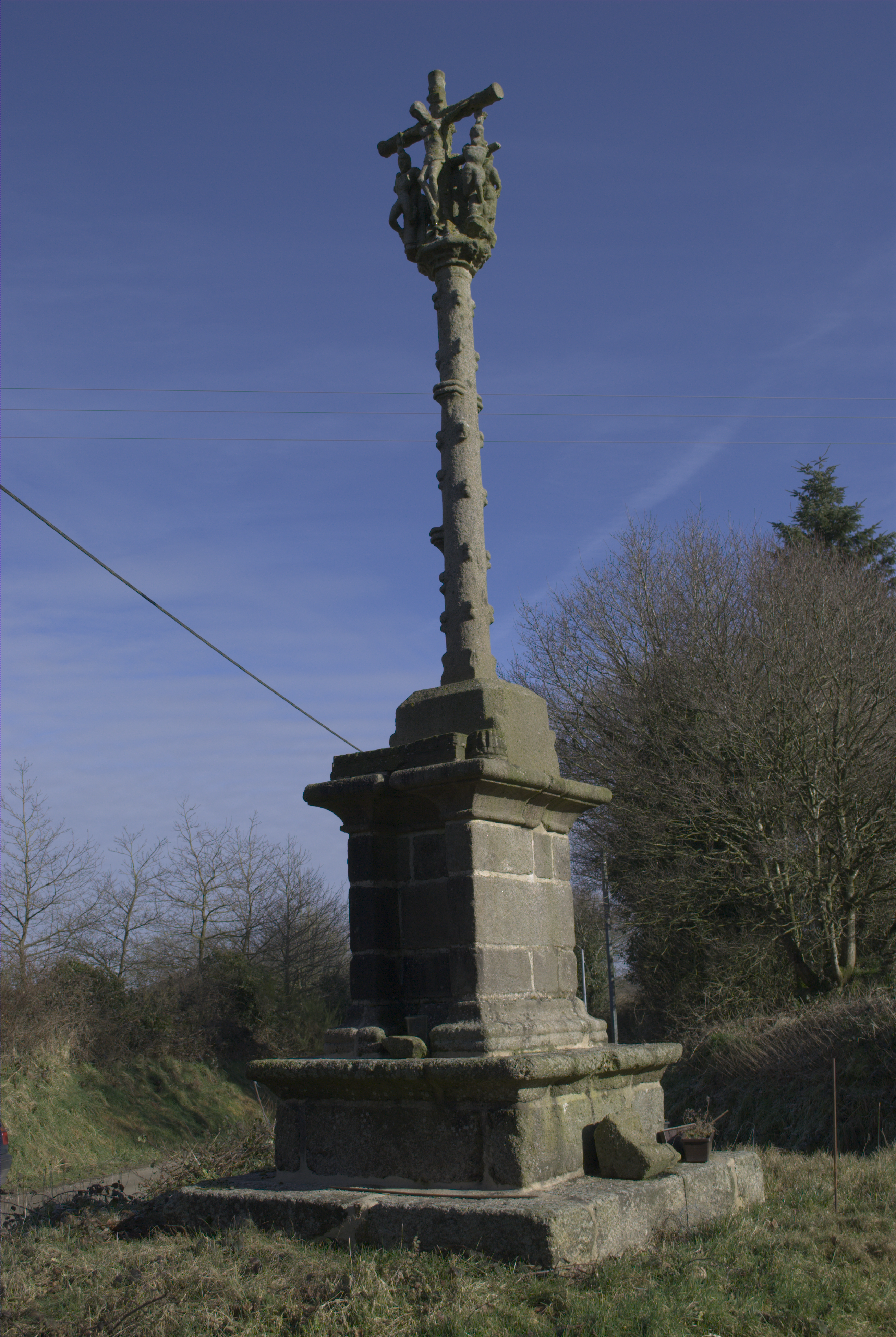
Calvaire de Kerligan.
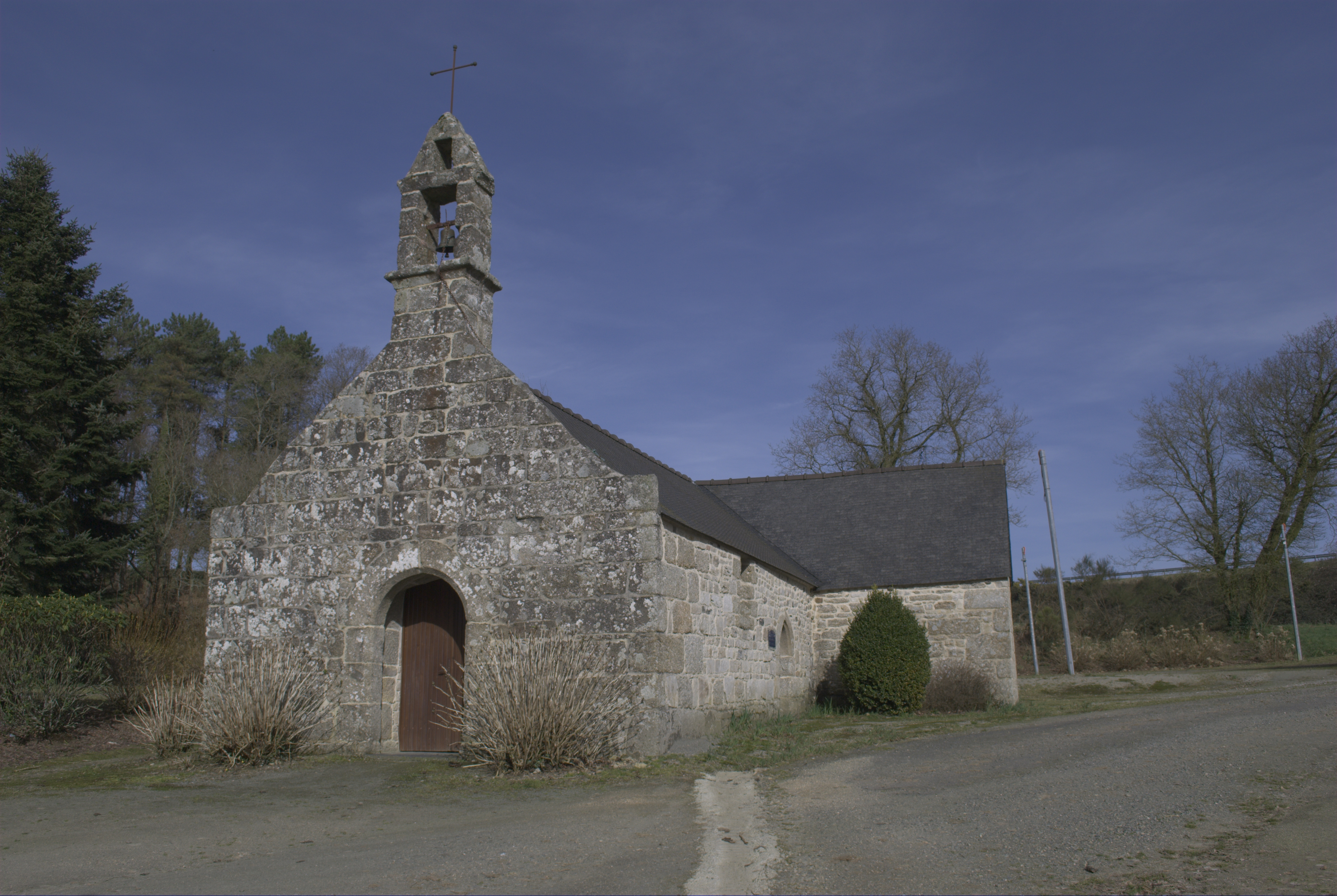
Chapelle Saint-Jean du Pénity.